# Račetice
Račetice (en allemand : Ratschitz) est une commune du district de Chomutov, dans la région d'Ústí nad Labem, en Tchéquie. Sa population s'élevait à 401 habitants en 2021.

## Géographie
Račetice se trouve à 18 km au sud de Chomutov, à 63 km au sud-ouest d'Ústí nad Labem et à 81 km au nord-ouest de Prague.
La commune est limitée par Pětipsy au nord, par Libědice au nord et à l'est, par Veliká Ves au sud, et par Vilémov à l'ouest.

## Histoire
La première mention écrite du village remonte à 1209.

## Transports
Par la route, Račetice se trouve à 12 km de Kadaň, à 22 km de Chomutov, à 83 km d'Ústí nad Labem et à 83 km de Prague.